# Mîkîtske, Iampil
Mîkîtske (în ucraineană Микитське) este un sat în comuna Ciuikivka din raionul Iampil, regiunea Sumî, Ucraina.

## Demografie
Componența lingvistică a localității Mîkîtske
     Ucraineană (91,67%)
Conform recensământului din 2001, majoritatea populației localității Mîkîtske era vorbitoare de ucraineană (91,67%), existând în minoritate și vorbitori de alte limbi.